# Les Febres

Les Febres, dins del terme de Granera

Les Febres és un paratge del terme municipal de Granera, a la comarca del Moianès.
Està situat en el sector oriental del terme, a la dreta del torrent de Salvatges i del de la Font de Salvatges, a prop i al nord de la masia de Salvatges i a l'extrem sud-est de la Solella de la Frau de la Riera.